# Бакка Микола Терентійович
Бакка Микола Терентійович (19 жовтня 1939 — †19 червня 2007) — доктор технічних наук, професор, академік Академії будівництв України, член-кореспондент Академії гірничих наук України. Працював з 1989—2007 в ЖДТУ.

## Біографія
1963 року закінчив Донецький політехнічний інститут. З 1963 по 1989 рік працював на інженерних та керівних посадах на гірничих підприємствах. В 1975 році без відриву від виробництва захистив у Московському гірничому інституті кандидатську дисертацію на тему «Прогнозування блочності на родовищах облицювальних гранітів гірничо-геометричними методами» за спеціальністю 05.15.01 «Маркшейдерська справа» і здобув ступінь кандидата технічних наук. 1987 року теж без відриву від виробництва захистив у Московському гірничому інституті докторську дисертаційну роботу на тему «Розробка технологій і комплексів обладнання видобування блоків із високоміцних тріщинуватих порід» зі спеціальності 05.15.03 «Відкрита розробка родовищ корисних копалин» і здобув ступінь доктора технічних наук.
У ЖДТУ працював з 1989 року. В 1991-му присвоєно вчене звання професор. Академік академії будівництва України, академік Міжнародної академії безпеки життєдіяльності член кореспондент Академії гірничих наук України.
Відмінник охорони природи України, відмінник розвідки надр СРСР, відмінник освіти України, заслужений професор ЖДТУ, почесний донор України.

## Праці
Має 198 наукових праць, з них 42 книги, автор 18 методичних розробок, за останні п'ять років брав участь у 17 науково-практичних конференціях, член редколегії фахового журналу «Вісник ЖДТУ».
- Бакка М.Т. Біобібліографічний покажчик [Архівовано 7 квітня 2017 у Wayback Machine.]